# Štěměchy
Štěměchy (en allemand : Stienmiech, Stiemiech) est une commune du district de Třebíč, dans la région de Vysočina, en République tchèque. Sa population s'élevait à 299 habitants en 2020.

## Géographie
Štěměchy se trouve à 12,5 km à 'ouest-sud-ouest de Třebíč, à 13 km au sud-est du centre de Brtnice, à 24 km au sud-sud-est de Jihlava et à 136 km au sud-est de Prague.
La commune est limitée par Předín à l'ouest et au nord, par Chlístov au nord-est, par Rokytnice nad Rokytnou et Římov à l'est, par Cidlina et Želetava au sud, et par Lesná à l'ouest.

## Histoire
La première mention écrite de la localité date de 1279.

## Transports
Par la route, Štěměchy se trouve à 16,5 km de Brtnice, à 23,5 km de Třebíč, à 30 km de Jihlava et à 161 km de Prague.